# Holky v balíku
Holky v balíku (v anglickém originále Material Girls) je americká filmová komedie z roku 2006. Režisérkou filmu je Martha Coolidge. Hlavní role v ztvárnily sestry Hilary a Haylie Duffovy, dále Anjelica Hustonová, Brent Spiner a Lukas Haas. Americkou premiéru měl 18. srpna 2006.

## Obsazení
| Hilary Duff           | Tanzania Marchetta |
| Haylie Duff           | Ava Marchetta      |
| Anjelica Huston       | Fabiella           |
| Brent Spiner          | Tommy              |
| Lukas Haas            | Henry              |
| Faith Prince          | Pam                |
| Marcus Coloma         | Rick               |
| Obba Babatundé        | Craig              |
| María Conchita Alonso | Inez               |
| Reagan Dale Neis      | Jaden              |
| Ty Hodges             | Etienne            |
| Colleen Camp          | Charlene           |